# کاکتوس‌های زرهی
کاکتوس‌های زرهی (نام علمی: Armatocereus) نام یک سرده از زیرخانواده کاکتوس‌واریان است.
نام زرهی به پرخار بودن ساقه آن‌ها اشاره دارد.